# روني مونتروز
روني مونتروز (بالإنجليزية: Ronnie Montrose)‏ هو عازف قيثارة وموسيقي أمريكي، ولد في 29 نوفمبر 1947 في سان فرانسيسكو في الولايات المتحدة، وتوفي في 3 مارس 2012 في ميلبراي في الولايات المتحدة.

## وصلات خارجية
- الموقع الرسمي
- روني مونتروز على موقع IMDb (الإنجليزية)
- روني مونتروز على موقع ميوزك برينز (الإنجليزية)
- روني مونتروز على موقع إن إن دي بي (الإنجليزية)
- روني مونتروز على موقع أول ميوزيك (الإنجليزية)
- روني مونتروز على موقع ديسكوغز (الإنجليزية)
- روني مونتروز على موقع قاعدة بيانات الفيلم (الإنجليزية)